# 贝尔赫姆
贝尔赫姆（荷蘭語發音：[ˈbɛrxɛm] ⓘ）是比利时安特卫普市的一个区。贝尔赫姆原为一独立市镇，1983年，贝尔赫姆与临近的6个市镇并入安特卫普，成为了安特卫普的一个区。

## 交通
- 安特卫普贝尔赫姆站